# Phyllodocida
Phyllodocida ist der Name einer Unterordnung meist auf dem Meeresboden frei beweglicher, als Aasfresser oder Prädatoren lebender Vielborster (Polychaeta) in der Ordnung Aciculata und der Unterklasse Palpata, deren rund 3500 Arten in Meeren weltweit zu finden sind.

## Merkmale
Die Phyllodocida werden wenige Millimeter bis über einen Meter groß und können über 700 Segmente zählen. Kennzeichnend für diese Gruppe sind die blattartigen, paddelförmigen Parapodien, von denen an jedem Segment ein Paar sitzt (daher der Name der Typusgattung Phyllodoce von altgriechisch φύλλον phýllon „Blatt“ und δοκεῖ dokeî „es scheint“). Das Prostomium hat in der Regel ein oder zwei Paar Augen, dorsal ein Paar Antennen, ventral ein Paar sensorischer Palpen und ein Paar Nackenorgane. Das Peristomium ist ringförmig und dorsal oft unter dem Prostomium und dem ersten Segment verborgen. Die Tiere haben einen muskulösen, ausstülpbaren axialen Pharynx mit einem oder mehreren Paar Kiefer, der als Autapomorphie der Phyllodocida angesehen wird. Die folgenden Segmente haben im Gegensatz zu den hinteren für gewöhnlich vergrößerte dorsale und ventrale Cirren und verkleinerte Lappen und Borsten an den Parapodien. Bei einigen Arten übernehmen die hier genannten Körperanhänge spezialisierte Aufgaben und sind entsprechend ausgebildet, doch ähneln die Segmente bei den meisten Arten über den Körper hinweg einander sehr, wenn auch Größe und Form etwas variieren können, allerdings ohne abrupte Übergänge.

## Verbreitung, Lebensraum und Lebensweise
Die Phyllodocida sind in Meeren, teilweise auch in Brackwasser weltweit verbreitet und bewegen sich als aktive Bodenbewohner auf sandigen oder schlammigen Untergründen, graben sich durchs Substrat oder leben auch in Felsspalten. Wenige Arten bauen Röhren oder sind pelagisch. Die kieferbewehrte Proboscis ermöglicht den Tieren, größere Nahrungsbrocken – Aas oder lebende Beute – zu ergreifen.

## Systematik
Die Unterordnung Phyllodocida gehört laut der Systematik nach Rouse & Fauchald von 1998 zur Ordnung Canalipalpata in der Unterklasse Palpata.
Laut dieser Systematik gehören zur Unterordnung Phyllodocida folgende Familien:
- Acoetidae
- Aphroditidae
- Eulepethidae
- Polynoidae
- Sigalionidae
- Pholoidae
- Chrysopetalidae
- Glyceridae
- Goniadidae
- Paralacydoniidae
- Pisionidae
- Lacydoniidae
- Phyllodocidae
- Nephtyidae
- Nereididae
- Hesionidae
- Pilargidae
- Sphaerodoridae
- Syllidae